# Anna Laminit
Anna Laminit (Augsburgo, 1480-1518) fue una herbolaria alemana del siglo XV que se hizo pasar por una "santa del hambre". Su condición autoproclamada de "mujer ayunadora" fue aceptada por algunos miembros de la élite de la sociedad, lo que le permitió ganar una influencia considerable sobre sus contemporáneos poderosos, incluidos miembros de la familia imperial. Anna fue objeto de una trampa preparada a instancias de la archiduquesa Cunegunda, la hermana menor del emperador del Sacro Imperio Romano Germánico Maximiliano I, rey de los romanos, a quien Laminit había afirmado haber tenido visiones. Tras ser expuesta, Laminit fue desterrada de la presencia del emperador y de Austria. Más tarde fue ejecutada por bruja al ser acusada en el proceso de otro crimen.

## Trayectoria

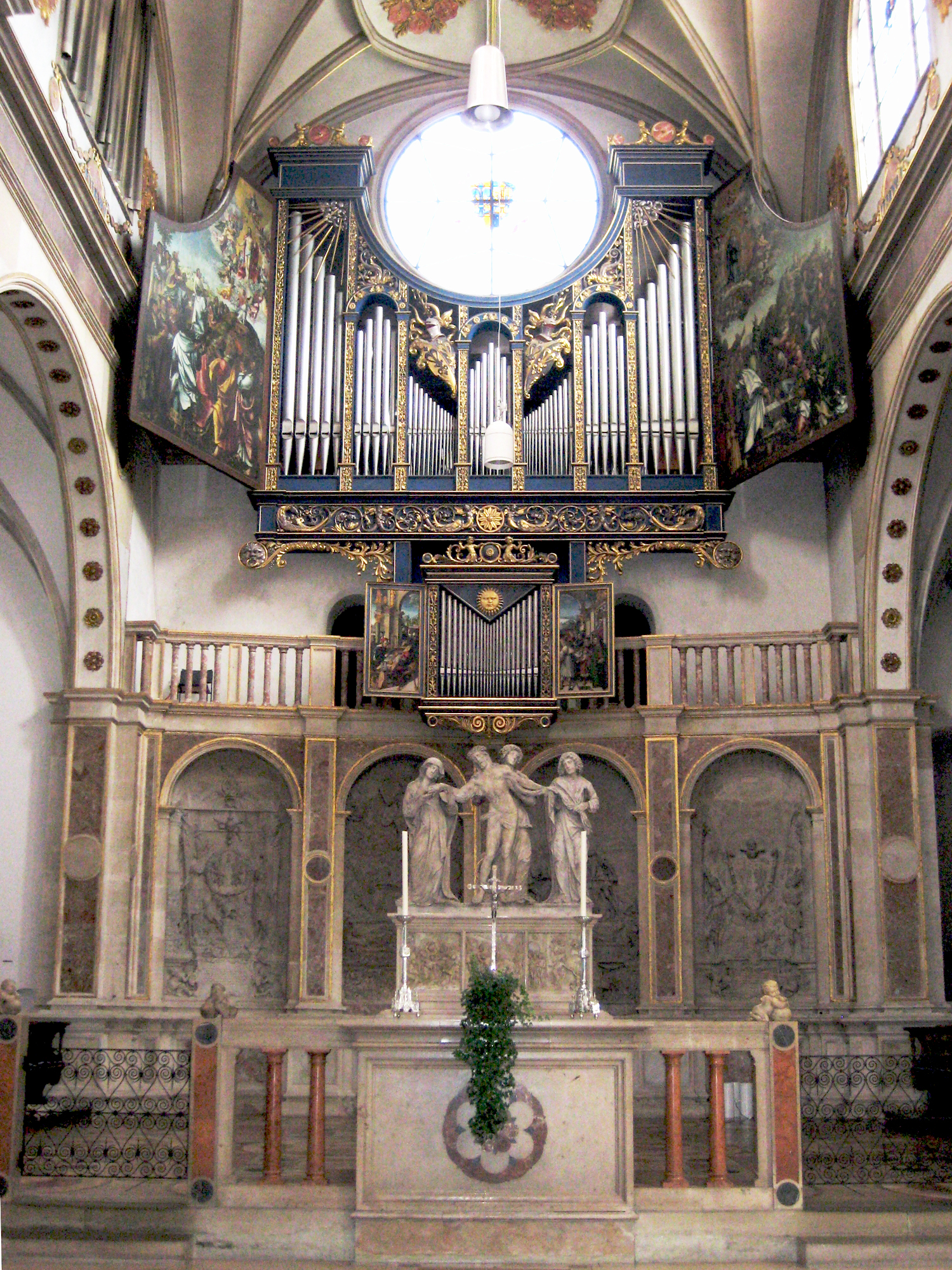
Iglesia de Santa Ana, parte del Monasterio Carmelita de Santa Ana construido en 1321. En 1513, Laminit afirmó que Santa Ana le había hablado y que Augsburgo estaría arruinada si la gente piadosa no ofrecía sus oraciones.

Laminit provenía de una familia de artesanos de Augsburgo. Hacia 1495-1496, debido a su estilo de vida, que era considerado libertino, fue censurada duramente, golpeada con varas y expulsada de la ciudad. Gracias a contactos con personas notables, en 1497 pudo regresar nuevamente a la ciudad, donde encontró refugio en la Seelhaus del Monasterio Carmelita de Santa Ana. Allí estuvo, y vista la oportunidad, aprovechó el entorno para establecerse como una "santa del hambre". Laminit entonces recibía la comunión sólo los domingos y pretendía vivir sin ningún otro alimento. Pronto se difundieron rumores de que las oraciones que le dirigían se cumplirían a través de sus oraciones. Gracias a su fama, que perduró durante décadas, pudo amasar una fortuna de entre 1.500 y 1.600 florines.
Laminit logró acercarse incluso al propio emperador Maximiliano, quien la visitó personalmente y le proporcionó ropa a ella y a su doncella. Anna le contó acerca de una visión, en la cual el Padre Celestial se había enojado con los confederales debido al asunto del dinero de sangre, y también que Dios también estaba disgustado por las blasfemias y las promesas de los paganos. Pero Jesucristo y la Virgen le habían rogado que permitiera al mundo arrepentirse. En 1503, Laminit logró su mayor éxito al persuadir a Blanca María Sforza, reina de Maximiliano (más tarde emperatriz), para que encabezara una procesión penitente con los principales funcionarios de la ciudad, probablemente la más grande que la ciudad había visto jamás. En 1511 también la visitó Martín Lutero mientras estaba en Augsburgo.
Se rumoreaba que algunas personas habían visto comer a la llamada "santa". La archiduquesa Cunegunda, hermana menor del emperador, decidió investigar ella misma. Invitó a Laminit a su monasterio. Cuando Laminit llegó el 16 de octubre de 1512, la alojaron en una habitación de invitados, que había sido preparada de antemano con mirillas. Tan pronto como la puerta estuvo cerrada, Laminit desempacó las bolsas de fruta que había escondido debajo de la cama. Revelado el supuesto engaño, Laminit intentó silenciar el escándalo. El 13 de octubre de 1513, Cunegunda exigió al Ayuntamiento Imperial de Augsburgo un castigo justo. El 30 de enero de 1514, Maximiliano decretó personalmente que a Laminit no se le permitiría acercarse a él ni a la ciudad a menos de un día de viaje.
Laminit abandonó Augsburgo y se trasladó a Friburgo, donde se casó con un fabricante de ballestas viudo y se estableció como herbolaria. Después de que se descubriera un nuevo fraude y una de sus bebidas a base de hierbas causara la muerte de una persona en Friburgo, fue condenada como bruja y ejecutada por ahogamiento.

## Apreciación
Según Peter Dinzelbacher, la causa de su caída fue el hijo ilegítimo que tuvo con Anton Welser (miembro de la rica familia Welser y suegro del famoso erudito Konrad Peutinger). Durante el tiempo que permaneció en Augsburgo mantuvieron una relación que dio como resultado un hijo, aparentemente sin causar ninguna controversia notable. Un día, Welser la localizó para reclamar a su hijo, a quien quería enviar a una escuela en Augsburgo. Como el niño había muerto seis años antes (durante ese tiempo Anton Welser continuó pagándole la pensión alimenticia), ella intentó engañarlo enviándole a su hijastro, pero fue descubierta. Todo el asunto llegó a los tribunales. Otros fraudes y escándalos fueron descubiertos y admitidos por Anna bajo tortura.
Jörg Breu el Viejo contó que el emperador, los príncipes y otras personas ricas y poderosas tenían una gran fe en Ana Laminit, mientras que el pueblo llano la menospreciaba. Esto era compatible con su posterior crítica feroz a la Iglesia, su cultura material y sus ricos partidarios. Andrew Morrall opina que este fue un revelador ejemplo de persona laica que muestra distancia hacia la religión oficial protegida por la Iglesia y apoyada por las altas esferas de la sociedad.